# Anomala butuana
Anomala butuana är en skalbaggsart som beskrevs av Ohaus 1923. Anomala butuana ingår i släktet Anomala och familjen Rutelidae. Inga underarter finns listade i Catalogue of Life.